# Tokuyoshi Kawashima
Tokuyoshi Kawashima (jap. 川島 得愛 Kawashima Tokuyoshi; ur. 8 lutego 1973 w Tokio) – japoński seiyū i aktor dubbingowy, związany z agencją 81 Produce.
Zdubbingował postać Olivera Wooda w japońskich wersjach filmów o Harrym Potterze.

## Wybrane role
- 2001: Noir – Heinz
- 2004: Rockman.EXE Stream – Yūichirō Hikari
- 2005: Emma – William Jones
- 2005: Honey and Clover – Matsumoto Ippei
- 2005: Naruto – Jibachi Kamizuru
- 2005: Rockman.EXE Beast –
  - Yūichirō Hikari,
  - Zoano Numberman
- 2006: D.Gray-man – Mark
- 2006: Rockman.Exe Beast+ –
  - Yūichirō Hikari,
  - Zero One
- 2008: Miecz nieśmiertelnego – Takayoshi Asano
- 2008: Kidō Senshi Gundam 00 – Klaus Grad
- 2010: Katanagatari – Takahito Hida
- 2010: Pokémon – Kidachi
- 2010: Shinrei Tantei Yakumo – Yūtarou Ishii
- 2012: Nazo no kanojo X – Hiroyuki Tsubaki
- 2012: Sword Art Online – Kains
- 2013: Silver Spoon – Pan Shiroishi
- 2016: My Hero Academia – Akademia bohaterów – Naomasa Tsukauchi
- 2017: Gabriel DropOut – ojciec Satanii
- 2021: Moriarty – Zach Patterson
- 2024: One Piece – Vegapunk Pythagoras
- 2025: My Hero Academia – Vigilante – Naomasa Tsukauchi